# Działko M230

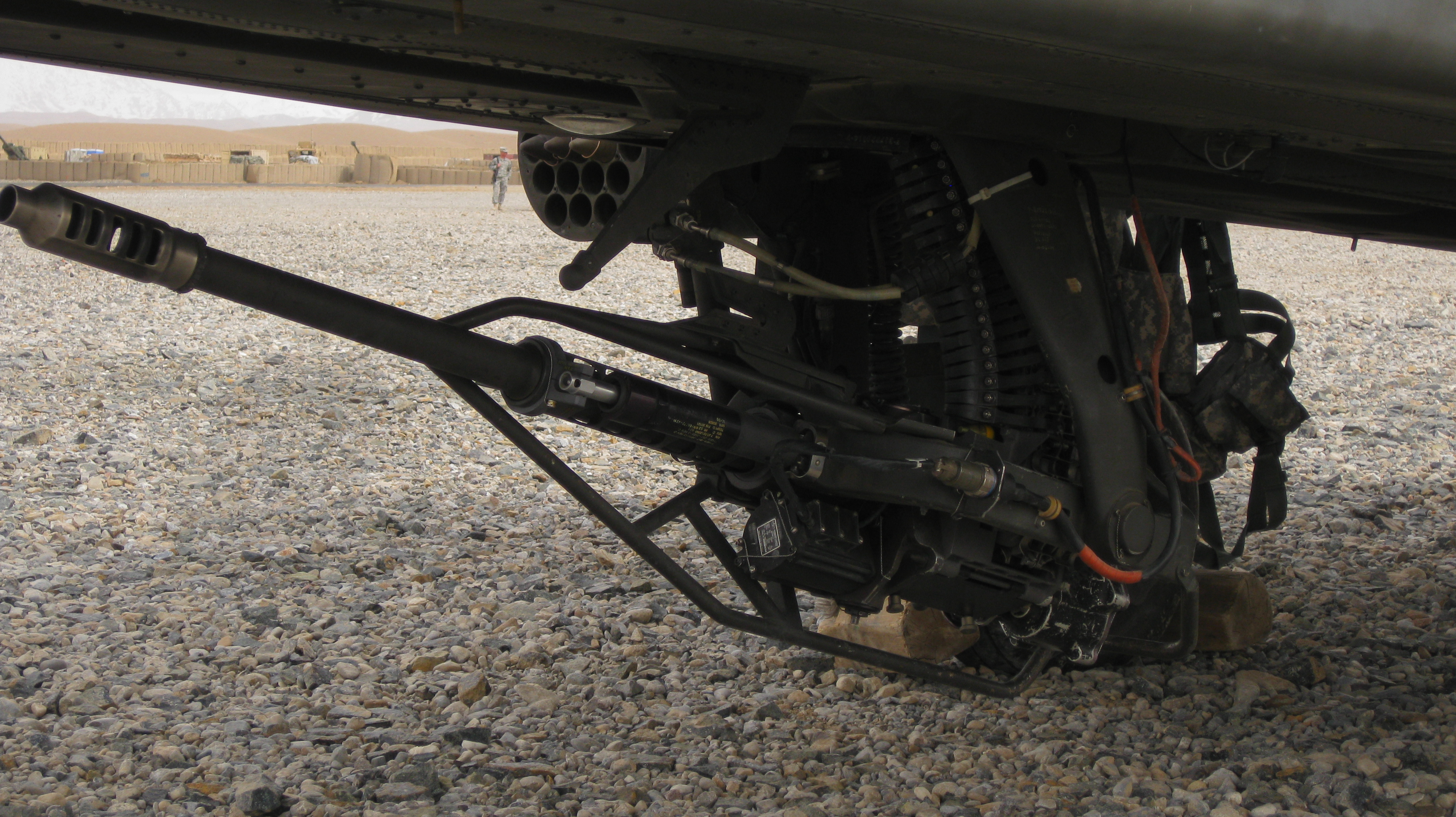
M230 podwieszone w helikopterze Apache

M230 – amerykańskie działko automatyczne kalibru 30 mm, główne uzbrojenie śmigłowca AH-64 Apache.

## Opis
Jest to broń jednolufowa, zewnętrznie napędzana (silnik elektryczny o mocy 3 KM), elektrycznie sterowana. Montowane jest w dolnej części wieżyczki uzbrojenia pod przodem kadłuba helikoptera Apache. Do strzelania używa  amunicji 30 x 113 mm.

## Specyfikacja
- Szybkostrzelność – ok. 625 pocisków na minutę
- Masa całkowita – 57,5 kg
- Jednostka ognia (na śmigłowcu AH-64) – 1200 sztuk amunicji
- System zasilania – liniowy, bez łączenia nabojów
- Stosowana amunicja:
  - M788 TP (Target Practice) – ćwiczebna,
  - M789 HEDP (High Explosive Dual Purpose) – odłamkowa podwójnego przeznaczenia,
  - M799 HEI (High Explosive Incendiary ) – odłamkowo-zapalająca.